# Wieringermeer
Wieringermeer és un municipi de la província d'Holanda del Nord, al centre-oest dels Països Baixos. L'1 de gener de 2009 tenia 12.611 habitants repartits per una superfície de 307,76 km² (dels quals 112,81 km² corresponen a aigua). Limita al nord amb Wieringen, a l'oest amb Anna Paulowna i al sud amb Niedorp, Opmeer i Medemblik.

## Centres de població
- Kreileroord
- Slootdorp
- Middenmeer
- Wieringerwerf

## Ajuntament
El consistori està format per 15 regidors:
- CDA, 4 regidors
- PvdA, 3 regidors
- VVD, 2 regidors
- Gemeenten Belangen, 2 regidors
- Progressief Wieringermeer, 2 regidors
- ChristenUnie, 1 regidors
- O.W04, 1 regidor